# قصر بخاری
قصر بخاری (به عربی: قصر البخاري) یک شهرداری در الجزایر است که در استان مدیه واقع شده‌است. قصر بخاری ۵۳٬۶۳۷ نفر جمعیت دارد.